# 龐鍾璐
庞钟璐（1822年—1876年），字缊山，号宝生，江苏常熟人。清朝政治人物。

## 生平
庞钟璐为道光二十七年（1847年）丁未科一甲第三名进士（探花），授翰林院编修。咸豐二年（1852年）大考一等，擢庶子，迁侍讲学士，署祭酒。明年，授光禄寺卿。咸豐八年（1858年），擢内阁学士，代理工部侍郎，因父喪丁忧返归故里。
咸豐十年（1860年），太平軍破江南大營，攻佔蘇州、常州。庞钟璐籌辦團練，疏言軍事。後回京任职，再授內閣學士。
同治元年（1862年），迁礼部侍郎，迭署工、吏各部，督顺天学政。同治四年（1865年），纂《文庙祀典考》進呈。同治九年（1870年），擢左都御史，署工部尚书。同治十年（1871年），授刑部尚书。因母喪停職歸鄉，光緒二年（1876年）闰五月初六日病卒。谥文恪。《清史稿》有傳。有子龐鴻文。

## 著作
著有《读均轩诗赋稿》等。

## 延伸阅读
[在维基数据编辑]
 《清史稿·卷421》，出自趙爾巽《清史稿》